# Novozavoljski
Novozavoljski (en rus: Новозаволжский) és un poble (un possiólok) de l'óblast de Saràtov, a Rússia, segons el cens del 2010 tenia 568 habitants. Pertany al districte municipal d'Ozinki.